# Ventura (Nowy Meksyk)
Ventura – jednostka osadnicza w Stanach Zjednoczonych, w stanie Nowy Meksyk, w hrabstwie Luna.